# マルクトツォイルン
マルクトツォイルン (ドイツ語: Marktzeuln) はドイツ バイエルン州 オーバーフランケン行政管区 リヒテンフェルス郡の市場町で、ホッホシュタット＝マルクトツォイルン行政共同体の本部所在地である。

## 地理
マルクトツォイルンはローダッハ川沿いに位置し、堰と2つの水車（左岸のアンガーミューレと右岸のハインツェンミューレ）が残っている。

### 自治体の構成
この町は、公式には3つの地区 (Ort) からなる。集落は以下のとおり。
- ホルプ・アム・マイン
- マルクトツォイルン
- ツェトリッツ

## 歴史
この集落は、"Cylen"という名称で1070年に初めて史料（14世紀のバンベルク写本）に現れる。「Markt Zeile（市場の並ぶ通り）」に由来するこの町の名は、市場町としての伝統を強調している。雑貨市は、1960年代まではHauptstraße（ハウプトシュタラーセ、本通り）の「アム・フレッケン」で、それ以降は「Marktstraße（市場通り）」やそれに隣接した通りで4週間に1度日曜日に開かれている。この市では、特に靴や衣料品に重点を置いた幅広い品揃えの商品が並べられ、このため時に「プルオーバー市」とも呼ばれる。

## 行政

### 議会
議会は、町長を含めて13議席である。

### 紋章
「銀色の盾の中、水平な緑色の枝に黒いフクロウがとまっている」緑-黒-銀の色は、この町の色を示している。

## 文化と見所

### 建築物

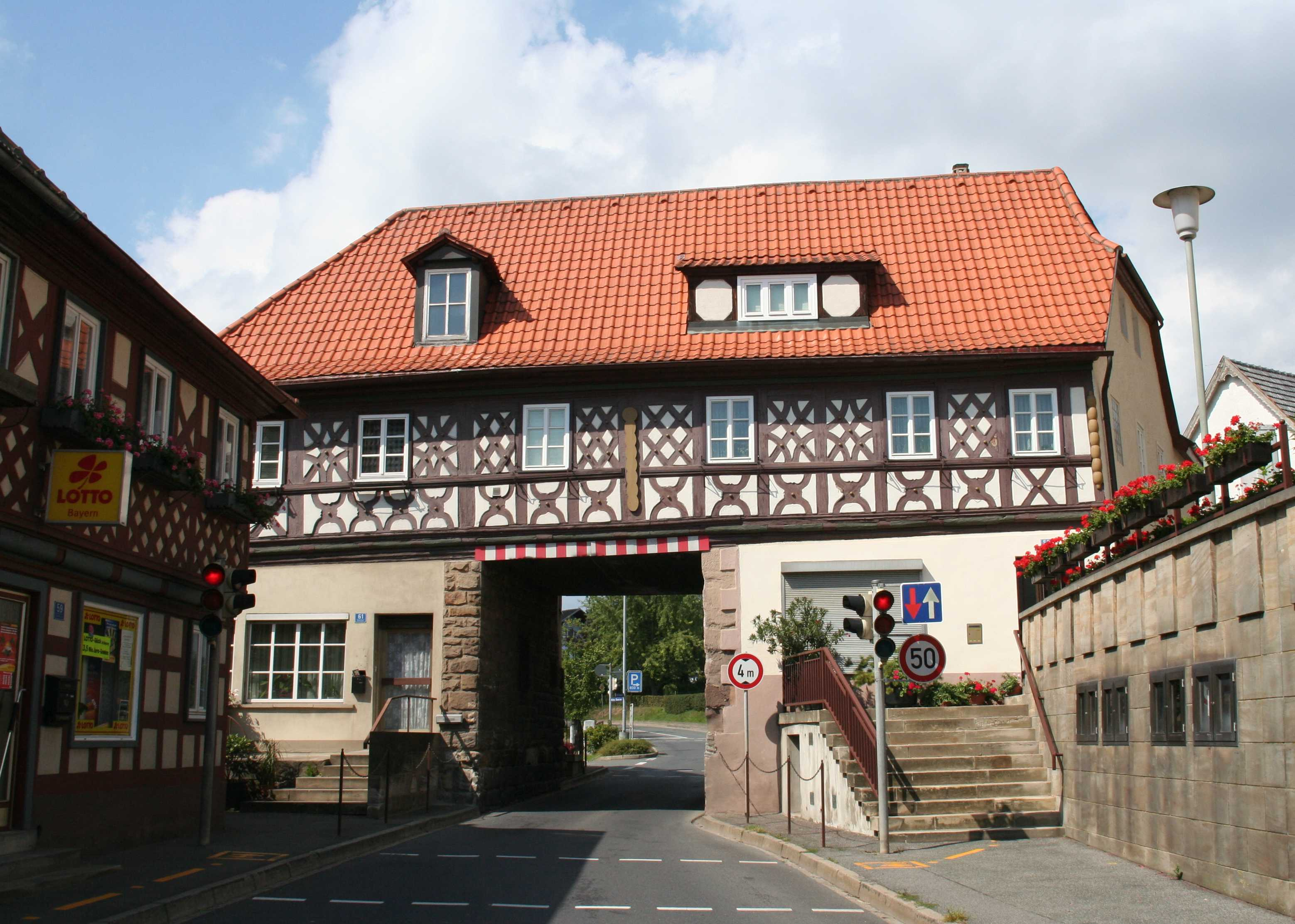
楼門（トーアハウス）

坂道になったメインストリート沿いに木組み建築が並んでおり、その中程に塔を持つ立派な木組みのラートハウス（市議会堂）がある。この通りの上の端は楼門（トーアハウス）のある集落につながっている。この木組み建築群は、保護建造物となっている。

### 恒例行事
- 6月の終わりに、「ツォイルンの自由射撃」と名付けられた射撃大会が、古い射撃場のフェストプラッツで行われる。このフェストプラッツは、クリ（またはトチノキ）の木立に囲まれ、見物人が木陰に入ることができるため人気がある。射撃大会では、見物客がローダッハ川の両岸を行き来できるよう、射撃愛好会のメンバーが木製の橋を架ける。
- 8月の第2週の週末（金曜日から日曜日）に、牧歌的な「リーベスインゼル」でマルクツォイルン消防署志願者のローダッハフェストが開催される。これはマルクトツォイルンを貫いて流れ下るローダッハ川の川岸で行われる。フランケン地方のおいしい料理や、コクのある地ビールが夕方遅くまで供される。

## 引用
1. ↑  https://www.statistikdaten.bayern.de/genesis/online?operation=result&code=12411-003r&leerzeilen=false&language=de Genesis-Online-Datenbank des Bayerischen Landesamtes für Statistik Tabelle 12411-003r Fortschreibung des Bevölkerungsstandes: Gemeinden, Stichtag (Einwohnerzahlen auf Grundlage des Zensus 2011)
2. ↑  Bayerische Landesbibliothek Online